# NGC 1048
NGC 1048 је спирална галаксија у сазвежђу Кит која се налази на NGC листи објеката дубоког неба.
Деклинација објекта је - 8° 32' 1" а ректасцензија 2h 40m 37,9s. Привидна величина (магнитуда) објекта NGC 1048 износи 14,6 а фотографска магнитуда 15,5. NGC 1048 је још познат и под ознакама NGC 1048B, MCG -2-7-62, PGC 10140.